# 維爾德萊克山
47°00′13″N 11°03′49″E / 47.00361°N 11.06361°E

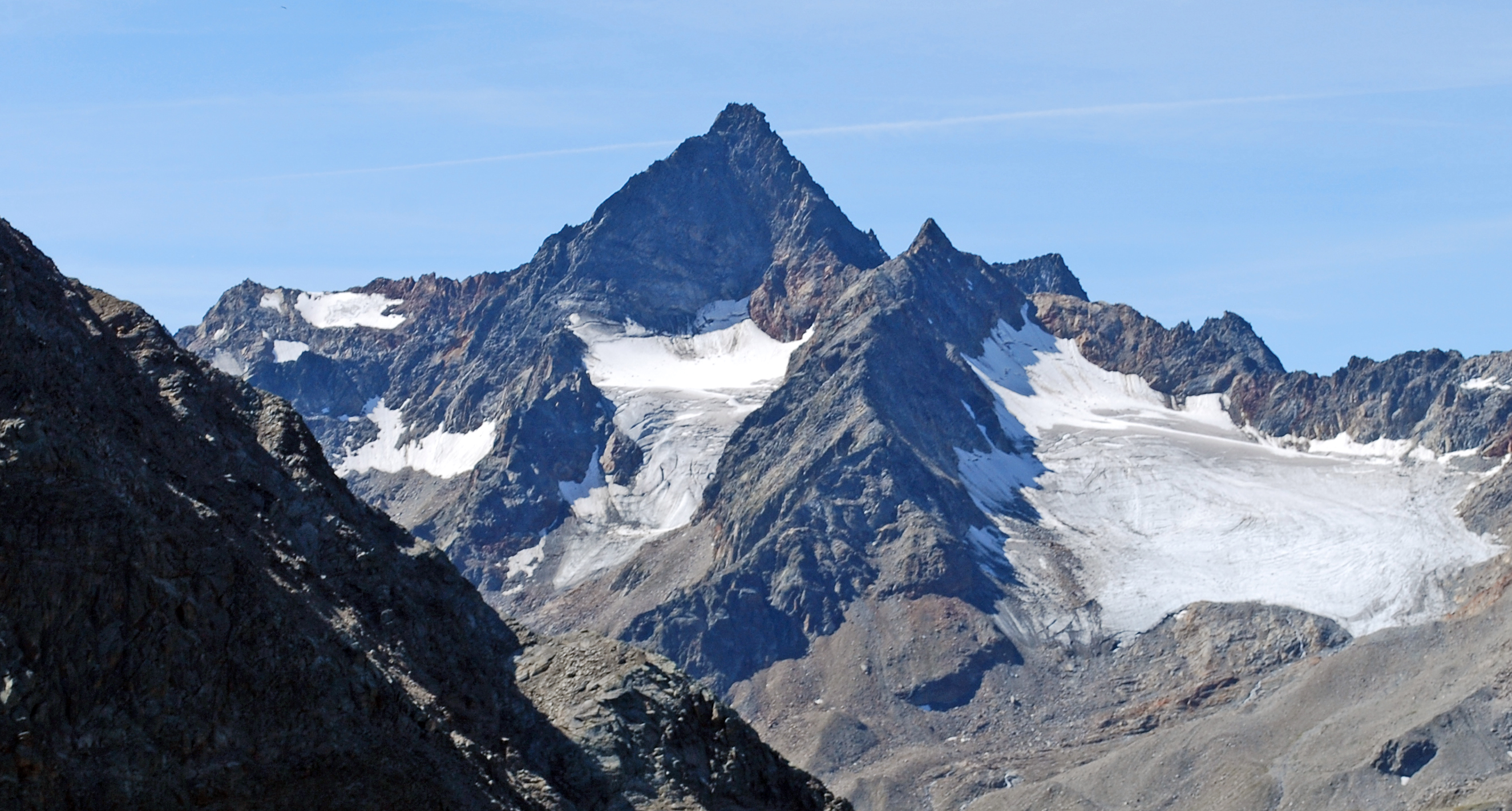

維爾德萊克山（德語：Wilde Leck），是奧地利的山峰，位於該國西部，由蒂羅爾州負責管轄，屬於斯圖拜阿爾卑斯山脈的一部分，海拔高度3,361米，每年平均降雨量1,426毫米。